# Matanosee
Der Matanosee (indones. Danau Matano) ist ein großer See im Osten der indonesischen Insel Sulawesi. Er gehört zum Malili-Seen-System und liegt als Grabenbruchsee in einer Kryptodepression tektonischen Ursprungs. Der Seeboden liegt bis zu 203 Meter unter dem Meeresspiegel. Das Alter des Sees wird auf eine bis vier Millionen Jahre geschätzt wurde jedoch nie mit wissenschaftlichen Methoden überprüft. Aufgrund seiner Schichtung gilt der See als Meromiktisches Gewässer. Mit einer Maximaltiefe von über 590 Metern ist er der tiefste See Indonesiens und gehört zu den zehn tiefsten Seen der Erde. Das Wasser des Sees ist extrem nährstoffarm (ultraoligotroph). Der Matanosee ist ein bedeutender Biodiversitäts-Hotspot.

## Fauna
Der See ist Heimat von einigen endemischen Fischen. Mit sechs bis sieben Arten sind die Sulawesi-Regenbogenfische (Telmatherinidae) im See vertreten, Telmatherina abendanoni, T. albolabiosus, T. antoniae, T. prognatha, T. sarasinorum und T. wahjui. T. prognatha hat eine große und eine kleine Form, die möglicherweise auf Artebene voneinander getrennt werden müssen. Weitere endemische Fische sind der Halbschnäbler Nomorhamphus weberi, der Reisfisch Oryzias matanensis und die Grundeln Glossogobius matanensis und Mugilogobius adeia.
Vom Menschen in den See eingesetzt kommen inzwischen auch einige weitere Fischarten vor, darunter der Schaufelfadenfisch (Trichopodus pectoralis), der Kletterfisch (Anabas testudineus), Buntbarsche der Gattung Oreochromis, eine Raubwelsart (Clarias cf. batrachus) und ein Kiemenschlitzaal (Ophisternon cf. bengalense). Jeweils einen einzelnen Nachweis gibt es für den Sägesalmler Colossoma macropomum und den Harnischwels Pterygoplichthys pardalis, beide aus Südamerika, und den Buntbarsch Melanochromis cyaneorhabdos, der ursprünglich aus dem ostafrikanischen Malawisee stammt. Besonders problematisch für die endemischen Fische ist die Einführung des Flowerhorn Cichliden, eines in Malaysia, Thailand und Taiwan aus Amphilophus trimaculatum und verschiedenen anderen Amphilophus und Paraneetroplus-Arten gezüchteten Buntbarsch-Hybriden, der sich stark vermehrt, recht aggressiv und durchsetzungsfähig ist und sich räuberisch auch von Fischen ernährt.
Auch die Süßwassergarnelen der Gattung Caridina sind mit zahlreichen, endemischen Arten vertreten, sowie Süßwasserkrabben aus der Familie Parathelphusidae und lebendgebärende Süßwasserschnecken aus der Gattung Tylomelania.
Die in diesem See endemischen Schneckenarten Sulawesidrobia datar, Sulawesidrobia yunusi und Tylomelania zeamais dürften laut einer Gefährdungseinschätzung der IUCN mittlerweile ausgestorben sein.